# Ti manca l'aria
Ti manca l'aria è un singolo del cantautore e rapper italiano Coez, pubblicato il 4 aprile 2025 come secondo estratto dall'ottavo album in studio 1998.

## Descrizione
Il brano, scritto dallo stesso artista, è prodotto da Matteo Montalesi, in arte Esseho.

## Video musicale
Il video musicale, diretto da Marco Proserpio e ispirato agli anni '90, è stato pubblicato in concomitanza all'uscita del brano attraverso il canale YouTube del cantautore.

## Tracce
Testi di Silvano Albanese, musiche di Marco De Cesaris e Matteo Montalesi.
1. Ti manca l'aria – 3:12

## Formazione
- Coez – voce
- Matteo "Esseho" Montalesi – programmazione, produzione